# Nová dohoda START

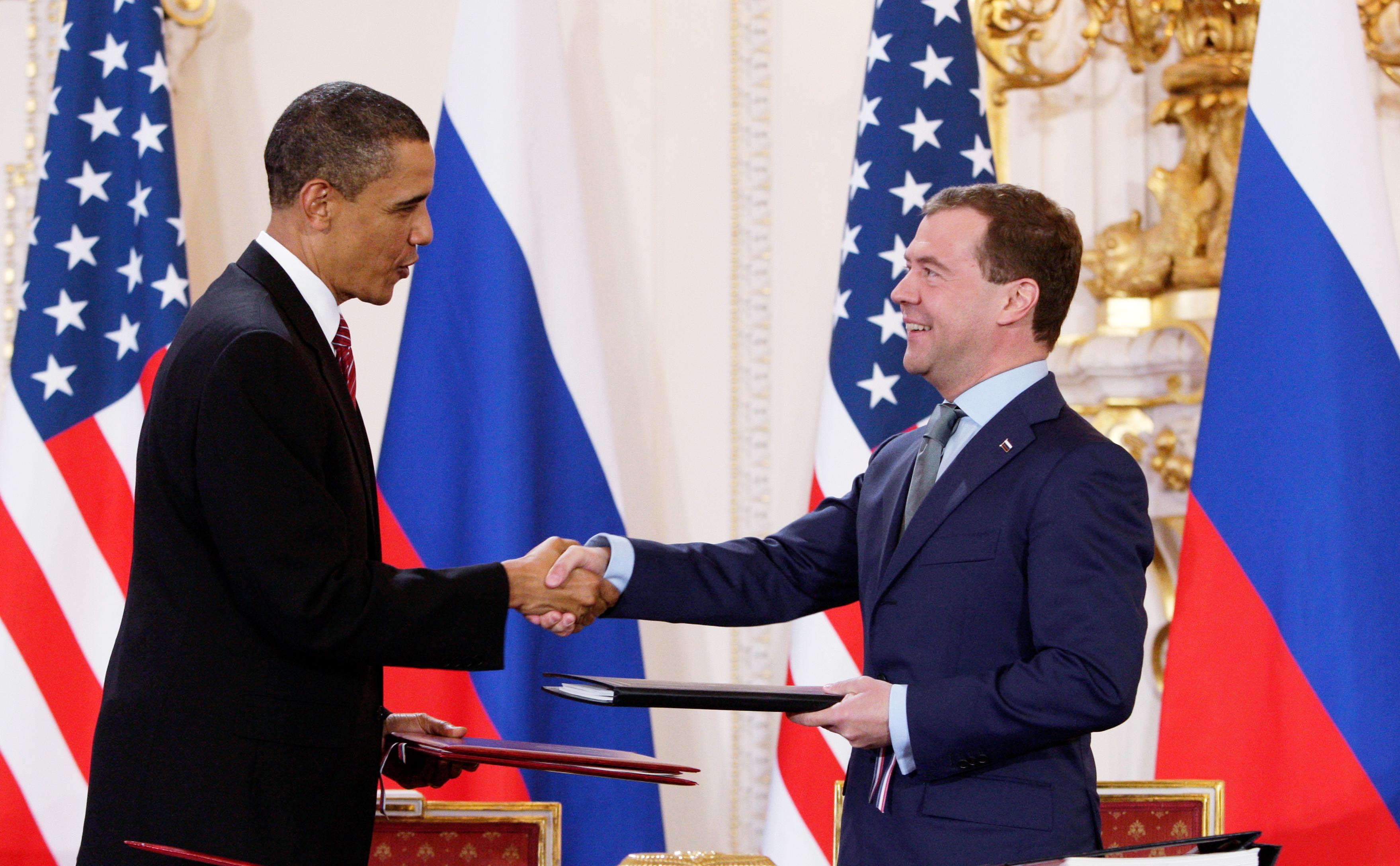
Barack Obama a Dmitrij Medveděv po podpisu smlouvy

Nová dohoda START (z anglického Strategic Arms Reduction Treaty — Dohoda o snížení počtu strategických zbraní) je vzájemná dohoda o snižování počtu jaderných zbraní, uzavřená mezi Spojenými státy americkými a Ruskou federací. Navazuje na starší smlouvy START I (platila v letech 1991–2009) a SORT z roku 2002. Nový START je třetí uzavřenou dohodou START, po START II, která však nevešla v platnost. V ruských zdrojích se proto uvádí pod označením СНВ-III (SNV-III), zatímco označení START III se vztahuje na nepodepsaný návrh slouvy z roku 1997.
Byla podepsána 8. dubna 2010 v Praze ruským prezidentem Dmitrijem Medveděvem a americkým prezidentem Barackem Obamou. V platnost vešla roku 2011 s platností na deset let do 5. února 2021, poté byla prodloužena do 5. února 2026.
V projevu dne 21. února 2023 oznámil ruský prezident Vladimír Putin pozastavení účasti ve smlouvě s tím, že nejde o odstoupení od smlouvy.

## Body smlouvy
- snížení počtu strategických jaderných hlavic na 1 550 pro každou zemi[3] (asi dvě třetiny proti původní dohodě START), ale tento počet může být zvýšen o hlavice nesené bombardéry;
- snížení odpalovacích zařízení a to mezikontinentálních balistických střel a bombardérů na maximum 800, kde bombardér se počítá jako 1 nosič a 1 hlavice i když hlavic nese více;
- zahrnuje také nová pravidla pro vzájemnou kontrolu;
- tyto požadavky musí být splněny do 7 let;
- platnost dohody byla stanovena na 10 let;
- po vzájemné dohodě mohou strany smlouvy o dalších 5 let prodloužit.[3]

## Reakce
Prezident České republiky, Václav Klaus, po podepsání smlouvy prohlásil, že smlouva byla významnější, než původně předpokládal.
Iniciativa Ne základnám vydala již 6. dubna své stanovisko, ve kterém:
- podepsání smlouvy uvítala coby projev „politického realismu“, krok k posílení bezpečnosti v Evropě a odmítnutí představy výstavby prvků raketové obrany v tomto regionu
- podpis kvitovala také z ekonomického hlediska (ve světle finančně náročného udržování neustále stárnoucí jaderného arzenálu)
- upozornila na to, že smlouva po podpisu musí být ještě ratifikována americkým Senátem a ruskou Dumou (a zmínila předchozí podobnou smlouvu z roku 1993, která přes ratifikaci nepostoupila)
- odmítla zdůvodňování současného zbrojení kvůli tzv. „íránské hrozbě,“ které podpořilo tvrzením, že si Spojené státy snaží pomocí (geo)politické a vojenské moci v regionu Středního Východu nárokovat tamní energetické suroviny, a vyzvala, aby se „problémy tohoto typu“ řešily pokojnými prostředky.

V čase podepsání smlouvy navíc uspořádalo na náměstí Jana Palacha happening, se vzkazem bylo to, že „likvidace starých a nepotřebných zbraní není žádné odzbrojování, a že takovýto proces musí mít jasný a veřejně vyhlášený harmonogram“.
Americký senátor Joe Lieberman v rozhovoru řekl, že pro ratifikaci smlouvy z americké strany bude třeba splnit dvě podmínky:
- Zajistit modernizaci amerického jaderného arzenálu pro udržení doktríny vzájemně zaručeného zničení
- Vyjednat výjimku, že se smlouva nebude vztahovat na americké protiraketové systémy v Evropě. Toto vysvětlil jako povinnost „chránit sebe a své spojence před Íránem“.[8]

Lieberman nicméně na základě rozhovorů s kolegy dospěl ke tvrzení, že se nenajde nutných 67 hlasů k její ratifikaci.

## Ratifikace
Senát Spojených států amerických ratifikoval smlouvu 22. prosince 2010, když pro hlasovalo 71 demokratických a republikánských a proti 26 republikánských senátorů. Ratifikace v ruském zákonodárném sboru ke konci roku 2010 byla ve fázi schválení smlouvy v prvním čtení dolní komorou Státní dumy.

## Prodloužení
Ruský prezident Vladimir Putin navrhl 16. října 2020 Spojeným státům prodloužit smlouvu bez jakýchkoli podmínek alespoň o jeden rok, aby obě země získaly čas k jednání o budoucnosti smlouvy. Nově zvolený americký prezident Joe Biden na nabídku reagoval 21. ledna 2021 pozitivně s tím, že chce jednat o pětiletém prodloužení smlouvy. Prodloužení smlouvy schválili poslanci ruské Státní dumy i Rady federace a 29. ledna 2021 ji podepsal Vladimir Putin.

## Harmonogram

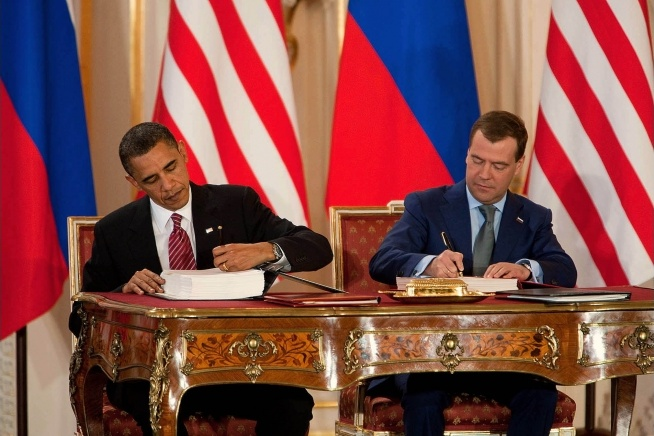
Podpis Nové dohody START oběma prezidenty

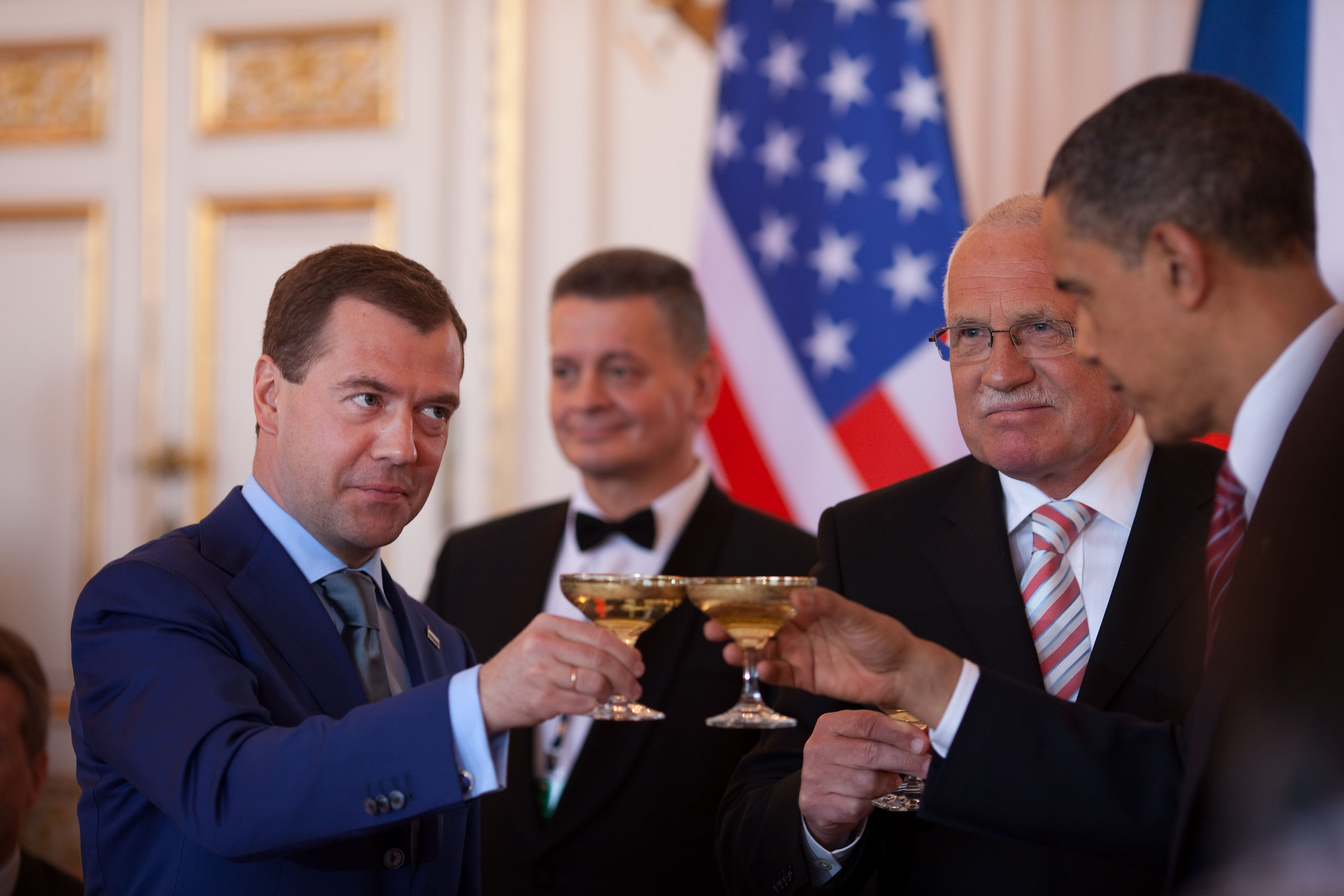
Barack Obama, Dmitrij Medveděv a český prezident Václav Klaus, 8. dubna 2010 na Pražském hradě

### 7. dubna 2010
Ruský prezident Dmitrij Medveděv přicestoval do Prahy již ve středu 7. dubna a ubytoval se v hotelu Four Seasons, nacházejícím se ve Veleslavínově ulici městské části Josefov.

### 8. dubna 2010
- 9:14 – Air Force One s americkým prezidentem Barackem Obamou na palubě přistálo na letišti v Ruzyni.
- 9:30 – Barack Obama byl na letišti přivítán českým ministrem zahraničí Janem Kohoutem, velvyslancem v USA Petrem Kolářem a vedoucím hradního protokolu Jindřichem Forejtem.
- 9:49 – Barack Obama dorazil na Pražský hrad, kde ho přivítal prezident republiky Václav Klaus. Před desátou hodinou se u hotelu Four Seasons objevila kolona vozů, v níž přijel náčelník generálního štábu ruských ozbrojených sil Nikolaj Makarov. Pár minut nato z hotelu vyšel prezident Medveděv a pozdravil se s ruským velvyslancem.
- 9:55 – Odjezd Medveděvovy kolony směrem na Pražský hrad.
- 10:07 – Kolona dorazila prezidenta Medveděva na Pražský hrad.
- 12:32 – Podle domluveného protokolu začala hudba Hradní stráže hrát fanfáry. Prezidenti Obama a Medveděv přišli do Španělského sálu.
- 12:35 – Oba prezidenti podepsali strategickou smlouvu o odzbrojení.
- 12:57 – Byl dán prostor novinářům, aby položili čtyři dotazy.
- 13:28 – Medveděv a Obama poděkovali všem za pozornost a odešli ze Španělského sálu.
- 13:54 – Přípitkem Václava Klause byl zahájen slavnostní oběd.
- 14:47 – Skončil oběd, prezidenti se rozloučili a odjeli do hotelů.[15][16]